# Squatina argentina
Squatina argentina es una especie de elasmobranquio escuatiniforme de la familia Squatinidae.